# Artūrs Garonskis
Artūrs Garonskis   (Riga, 25 de maig de 1957) és un remer letó, ja retirat, que va competir sota bandera de la Unió Soviètica durant les dècades de 1970 i 1980.
El 1980 va prendre part en els Jocs Olímpics d'Estiu de Moscou, on guanyà la medalla de plata en la prova del quatre amb timoner del programa de rem. Formà equip amb Dimant Krishianis, Dzintars Krishianis, Zhorzh Tikmers i Yuris Berzynsh.
En el seu palmarès també destaca una medalla de plata al Campionat del Món de rem de 1979, així dom diverses medalles a les Espartaquiades dels Pobles de l'URSS i als Campionats de l'URSS.